# Tatort: Haie vor Helgoland
Haie vor Helgoland ist ein Fernsehfilm aus der Kriminalreihe Tatort der ARD und des ORF. Der Film wurde vom Norddeutschen Rundfunk produziert und am 23. April 1984 erstmals ausgestrahlt. Es handelt sich um den ersten Fall des Kriminalhauptkommissars Paul Stoever (Manfred Krug). Er ermittelt an der Seite von Kriminalhauptmeister Heinz Nickel (Edgar Bessen) und Kriminalhauptkommissar a. D. Lothar Mühlenkamp (Ferdinand Dux).

## Handlung
Die Gangster Karl Lepka, Alfred Jüssen und Volker Reinders feiern mit einem Ausflug nach Helgoland die Haftentlassung von Lepka und Jüssen, die sieben Jahre wegen diverser Raubüberfälle im Gefängnis waren. Reinders hatte seinerzeit zwei Jahre abgesessen. Lepka kommt die Idee, dass die Ausflügler auf Helgoland sehr viel Geld lassen würden und dieses Geld auch irgendwie wieder von der Insel aufs Festland gebracht werden müsste. Reinders ahnt, was seine beiden Ex-Komplizen damit andeuten wollen. Er möchte sich jedoch weder an weiteren Überfallen beteiligen, noch sie unterstützen. Lepka und Jüssen setzen ihn jedoch mit ihrem Wissen über seine Beteiligung an früheren gemeinsamen Straftaten unter Druck, sodass er für sie die für die Durchführung des Überfalls benötigten Informationen besorgt. Zudem heuert er in Person seiner Freundin Petra Kolb eine weitere Komplizin an, die die Schusswaffen für den Überfall an Bord der Wappen von Hamburg schmuggelt. Er verspricht Kolb eine gemeinsame Zukunft ohne Geldsorgen und keine weiteren Straftaten, wenn sie ihm dieses eine Mal bei dem anstehenden Coup hilft. Nach einem Helgolandtrip gehen Petra und die drei Gangster an Bord, wo sie Reinders die Waffen übergeben.
An Bord sind auch die Freunde Uwe und Rolf. Als Rolf Petra fotografiert, reagiert sie abweisend und flüchtet. Während Lepka, Jüssen und Reinders sich auf den Überfall vorbereiten, versuchen Uwe und Rolf weiterhin, sich Petra anzunähern. Reinders’ Versuch, auszusteigen scheitert, da Lepka und Jessen ihn zwingen, mitzumachen. Die beiden überfallen dann den Zahlmeister des Schiffes und zwingen ihn, den Tresor zu öffnen, den sie anschließend gemeinsam mit Reinders ausräumen. Als Jüssen sich verplappert und vor dem Zahlmeister Details über Lepkas Identität preisgibt, erschießt Lepka den Mann kaltblütig. Reinders scheitert wiederum beim Versuch, den Mord zu verhindern. Kurz darauf beobachten Uwe und Rolf, wie Petra sich mit Reinders unterhält, und wundern sich, da sie kurz zuvor bestritten hatte, diesen zu kennen. Reinders weist sie an, bereits in Cuxhaven statt in Hamburg von Bord zu gehen. Während die drei Gangster mit dem Auto nach Hamburg zurückfahren, wird die Leiche des Zahlmeisters gefunden. Uwe und Rolf sehen währenddessen Petra wieder, wie sie ihr Auto bei den Landungsbrücken in Hamburg abholt, obwohl sie in Cuxhaven ausgestiegen war. Weil ihnen die Angelegenheit merkwürdig vorkommt, fahren sie ihr hinterher.
Am nächsten Morgen erfahren beide aus der Zeitung vom Überfall und dass es eine Beute von einer Million D-Mark gegeben habe. Der mit dem Fall betraute Kriminalhauptkommissar Stoever sucht den pensionierten Hauptkommissar Mühlenkamp auf, auf den vor einigen Wochen geschossen worden war. Das Projektil der Tatwaffe in diesem Fall war identisch mit dem des Überfalls an Bord. Rolf ist unterdessen überzeugt davon, dass Petra mit dem Überfall an Bord zu tun gehabt haben muss. Uwe sucht Petra auf und passt sie vor ihrem Haus ab. Sie streitet allerdings ab, an Bord gewesen zu sein. Er konfrontiert sie mit dem gemeinsamen Foto und will sie zum Essen einladen. Er spekuliert darauf, dass sie sich mit ihm treffen wird, weil er etwas gegen sie in der Hand hat. Unterdessen geht Rolf zur Polizei und berichtet Stoever von drei Männern, die in Cuxhaven mit Reisetaschen von Bord gegangen seien. Von Petra und seiner Vermutung ihrer Beihilfe zum Raub erzählt er nichts. Stoever kommt das Verhalten von Rolf merkwürdig vor, sodass er ihn beschatten lässt. Petra erzählt Reinders von ihrer Begegnung mit Uwe. Reinders redet ihr zu, sich mit diesem zu treffen, um herauszufinden, was er weiß. Mühlenkamp sagt zu, alle von ihm bearbeiteten Akten vor seiner Pensionierung noch einmal durchzugehen. Stoever informiert die Presse, um die Aufmerksamkeit der Täter auf Mühlenkamp zu lenken. Petra trifft sich unterdessen mit Uwe. Er spricht sie auf die Fotos und seine Beobachtungen an, doch sie reagiert abwehrend. Auch sein Angebot, ihr zu helfen, weist sie zurück und tut unschuldig. Reinders sucht Lepka auf und fragt ihn, ob er auch auf Mühlenkamp geschossen habe. Er ist außer sich, dass Lepka so unvorsichtig war, dieselbe Waffe zweimal zu verwenden, und glaubt, dass die Polizei ihnen so leichter auf die Schliche kommen könne. Auf Geheiß von Reinders ruft Petra Uwe an und verabredet sich noch einmal mit ihm.
Rolf hat die Idee, dass sie Petra erpressen könnten. Uwe will da allerdings nicht mitmachen. Daraufhin setzt Rolf Uwe unter Druck, ihm den mit Petra vereinbarten Treffpunkt zu verraten und fährt an seiner Stelle dorthin. Die Polizei folgt ihm. Er konfrontiert Petra mit seinem Wissen und möchte an ihre Komplizen herankommen. Sie bestreitet eine Täterschaft oder Beihilfe, sagt aber zu, ihn zu einem Bekannten zu bringen, der auch auf Helgoland gewesen sei. Stoevers Mitarbeiter, Kriminalhauptmeister Nickel, notiert sich die Nummer von Petras Wagen. Petra bringt Rolf zu Reinders, allerdings warten dort auch Lepka und Jüssen, die Rolf verprügeln und in ihr Auto zerren. Sie wollen wissen, was Rolf über sie weiß. Er fordert 50 Prozent der Beute und blufft, dass er auch Fotos habe, auf denen sie zu sehen seien. Die Fotos seien bei seinem Freund deponiert. Sie foltern Rolf, der schließlich die Adresse von Uwe preisgibt. Nachdem Petra sich von Reinders getrennt hat, ruft sie Uwe an und erklärt ihm, dass sein Freund in Lebensgefahr sei. Man vereinbart, sich zu treffen. Unterdessen wird die Leiche von Rolf aufgefunden. Nickel setzt Stoever in Kenntnis davon, dass Rolf vor einer Stunde in Petra Kolbs Wagen eingestiegen sei. Uwe und Petra, die ebenfalls am Treffpunkt waren, haben das Polizeiaufgebot bemerkt. Ihnen wird klar, dass Rolf von den beiden Gangstern getötet worden ist. Petra will nun, dass Uwe zur Polizei geht, doch er zögert aus Rücksicht auf sie. Die Gangster haben mittlerweile Petras Onkel aufgesucht, da sie vermuten, dass Reinders die Beute dort versteckt hat. Sie sind inzwischen davon überzeugt, dass Reinders sie hereinlegen und mit dem Geld allein oder mit seiner Freundin zusammen fliehen könnte.
Stoever und Nickel suchen Petra auf, vor deren Wohnungstür sie auf Reinders treffen. Reinders Fluchtversuch kann vereitelt werden. Uwe und Petra suchen inzwischen Petras Onkel auf, da sie sich dort in Sicherheit wähnen. Im Präsidium vernimmt Stoever derweil Reinders, der sich unschuldig gibt. Die Beamten nehmen Reinders’ Vorstrafenregister unter die Lupe und stoßen dabei auf seine Komplizenschaft mit Lepka und Jüssen. In den Akten findet sich der Hinweis, dass Lepka seit einem von Mühlenkamp abgefeuerten Schuss in die Hand insoweit gehandicapt ist. Mühlenkamp erinnert sich daran, dass Lepka während des damaligen Prozesses gedroht hatte, ihn umzubringen. Nach den Schüssen auf Mühlenkamp war Lepka zwar überprüft worden, hatte sich aber offensichtlich gefälschte Alibis beschaffen können. Die Polizei findet den Wagen von Reinders. Stoever lässt Reinders gehen, um ihn beschatten zu können. Als dieser Petra in ihrem Zuhause nicht antrifft, fährt er zu ihrem Onkel. Lepka und Jüssen haben mittlerweile nicht nur Petras Onkel, sondern auch Petra und Uwe in ihrer Gewalt. Sie warten nur darauf, dass Reinders erscheint, und drohen den dreien, dass sie alle dran seien, wenn dieser nicht käme. Als Reinders auf dem Grundstück von Petras Onkel eintrifft, holt er als Erstes, wie von Lepka und Jüssen richtig vermutet, die Beute aus dem Versteck. Lepka gelingt es, ihm diese abzunehmen. Im selben Moment jedoch werden die Männer von Stoever und Nickel überrascht, die Reinders unbemerkt gefolgt waren. Lepka verweist auf Jüssen und die Geiseln im Haus. Stoever bietet ihm das Geld, Reinders’ Auto als Fluchtwagen und sich selbst als Geisel, wenn er die im Haus festgehaltenen Personen freilasse. Lepkas Versuch, mit der Beute und dem Kommissar davonzufahren, scheitert durch eigene Unaufmerksamkeit, was seine Festnahme zur Folge hat.

## Produktionsnotizen
Bei seiner Erstausstrahlung am 23. April 1984 hatte Haie vor Helgoland 16,85 Millionen Zuschauer, was einem Marktanteil von 42,0 % entspricht.

## Hintergrund
Zwei Wochen nach der Erstausstrahlung ahmten zwei reale Verbrecher die im Tatort dargestellte Tat nach. Maskiert und mit Waffengewalt drängten sie nachts auf dem Seebäderschiff Roland von Bremen, das an der Columbuskaje in Bremerhaven lag, den Zahlmeister in seine Kabine. Dort zwangen sie ihn, den Tresor zu öffnen, und fesselten ihn danach. Die beiden Täter erbeuteten die Tageseinnahmen einer achtstündigen Butterfahrt nach Helgoland von 60.000 D-Mark und entkamen unerkannt. Im Gegensatz zum filmischen Vorbild wurde niemand getötet.

## Kritik
TV Spielfilm merkte an: „‚Tatort‘-Frischling Manfred Krug wurde mit 41 Auftritten einer der langlebigsten TV-Ermittler“ und befand, dass der Tatort ein „grundsolider Krimi“ sei, in dem ein „sympathischer Bulle“ agiere.